# Mercury Mountaineer
Il Mountaineer è stato un SUV mid-size di lusso prodotto dalla Mercury dal model year 1997 al model year 2010.
Il modello era molto somigliante alla Ford Explorer anche se erano presenti delle differenze, soprattutto per quanto riguardava la linea. Il Mountaineer era posizionato, nella gamma del gruppo Ford, sopra l'Explorer. Il Mountaineer era infatti dotato, ad esempio, di interni più lussuosi ed aveva un equipaggiamento più ricco.
Il motore era installato anteriormente, mentre la trazione era posteriore oppure integrale. Il Mountaineer è stato offerto solo con carrozzeria SUV cinque porte. È stato assemblato a Louisville ed a St. Louis.
Il Mountaineer e l'Explorer sono stati implicati in una controversia che era collegata a dei ribaltamenti che coinvolsero alcuni esemplari su cui erano montati pneumatici Firestone.
Il Mountaineer è stato tolto di produzione in occasione della soppressione del marchio Mercury.

## La prima serie: 1997–2001

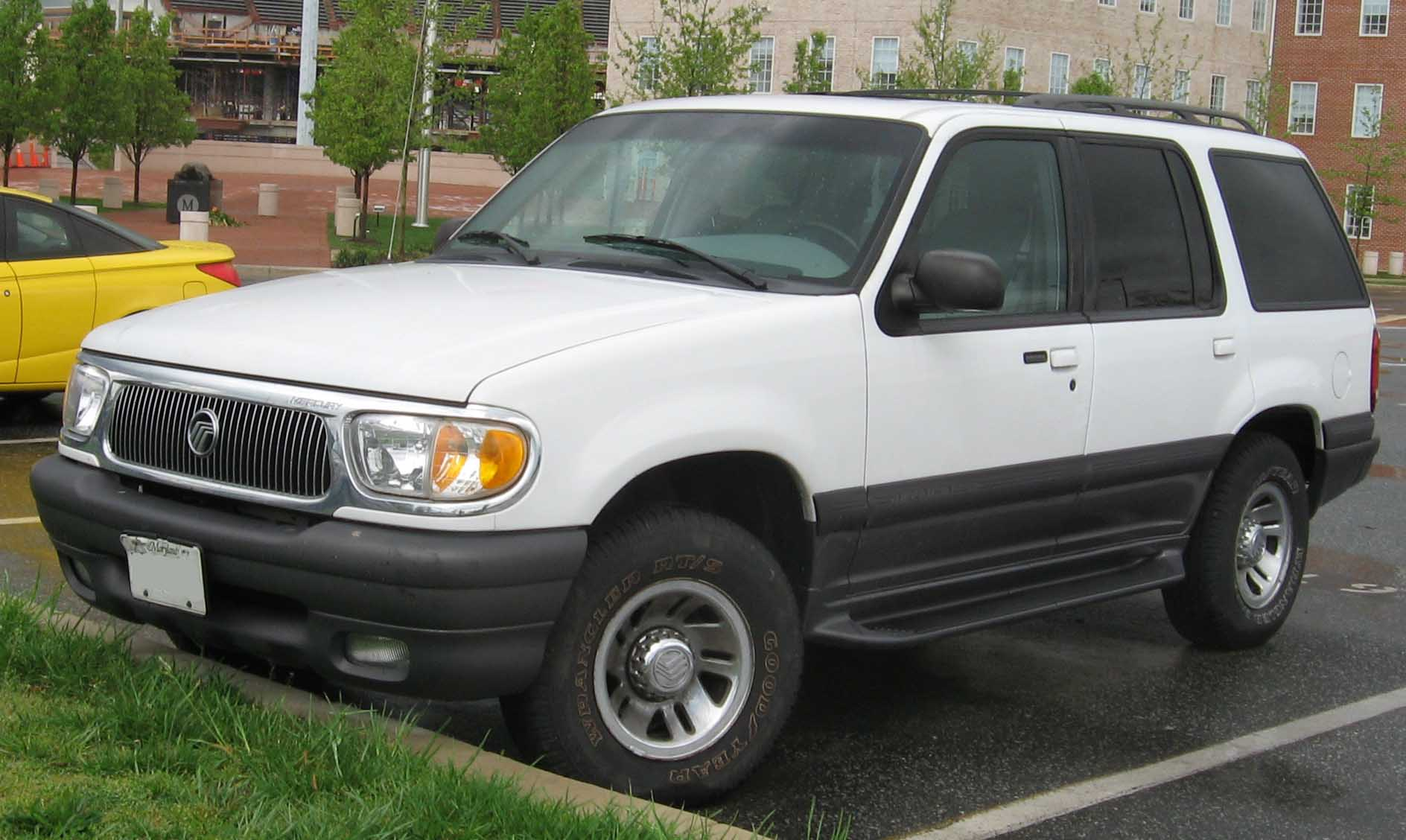
Una Mercury Mountaineer

Sebbene già due anni prima la Ford avesse operato un restyling sull'Explorer, nel 1997 la Mercury decise di introdurre un modello "gemello" della vettura citata, e lo chiamò Mountaineer. Quest'ultimo era molto simile all'Explorer anche se era dotato di un allestimento superiore. Al debutto, il Mountaineer era offerto con un motore V8 da 5 L di cilindrata e 215 CV di potenza. Il primo anno di commercializzazione le vendite non furono buone e quindi l'anno successivo la Ford decise di differenziare maggiormente i modelli, perlomeno da un punto di vista estetico. Nell'occasione venne introdotto un motore V6 da 4 L e 205 CV. Il cambio automatico a quattro rapporti fu sostituito da un'analoga trasmissione, ma a cinque rapporti. Grazie a questi cambiamenti, le vendite del Mountaineer salirono, anche se non raggiunsero quelle dell'Explorer.
Nel 2000 si aprì una polemica tra la Ford e la Firestone a causa dei numerosi ribaltamenti che coinvolsero alcuni esemplari della prima serie del Mountaineer ed alcuni modelli della prima e seconda serie dell'Explorer, che montavano tutti degli pneumatici della Firestone. Le due società si accusarono vicendevolmente; in particolare la Firestone accusava la Ford di avere prodotto dei veicoli poco sicuri, mentre quest'ultima incolpava la Firestone per la scarsa qualità degli pneumatici. Le indagini che nacquero in seguito evidenziarono che la mancanza era a carico degli pneumatici. 

## La seconda serie: 2002–2005

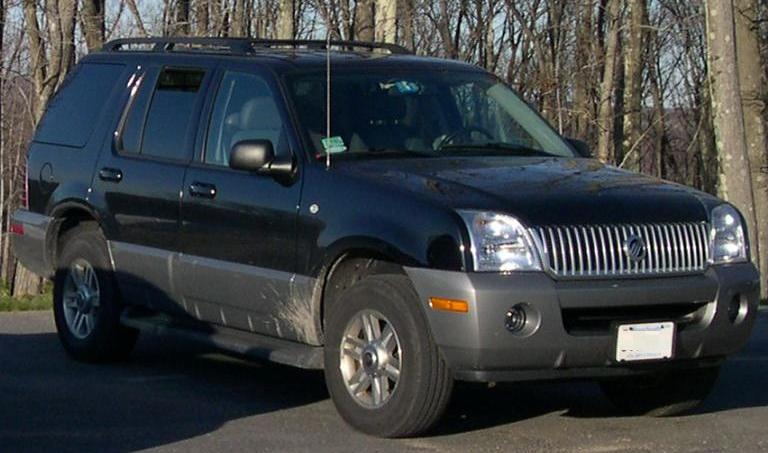
Un Mercury Mountaineer del 2004

Nel 2002 la Ford decise di eseguire un restyling sia sul Mountaineer che sull'Explorer. In particolare, l'equipaggiamento del Mountaineer fu arricchito, mentre la linea fu resa simile a quella della concept car Mountaineer che venne presentata al pubblico al salone dell'automobile di Los Angeles nel 2000. Grazie a questi miglioramenti, le vendite del Mountaineer salirono di parecchio. I concetti stilistici utilizzati sul Mountaineer furono poi applicati anche agli altri modelli Mercury. Inoltre, similmente al Mountaineer, anche a questi ultimi fu arricchito l'equipaggiamento. Molti tratti caratteristici della seconda serie del Mountaineer, come i disegni della calandra e dei fanali posteriori, diventarono poi parte integrante dei modelli Mercury rivisti.
Basata sul pianale U1 della Ford, questa serie di Mountaineer aveva in dotazione il motore V6 da 4 L della serie precedente ed un nuovo propulsore V8 da 4,6 L. Il cambio era automatico a cinque rapporti.

## La terza serie: 2006–2010

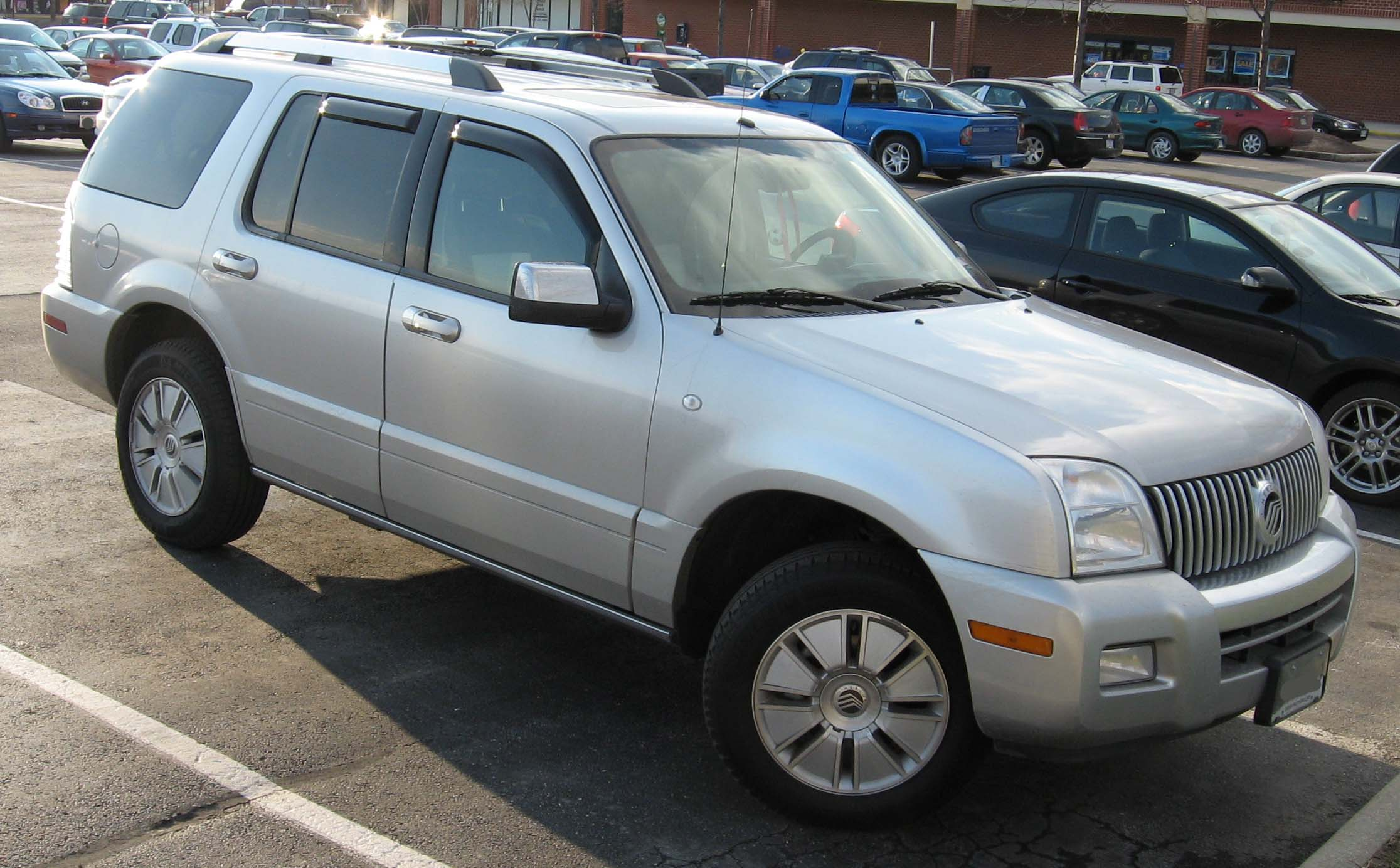
Un Mercury Mountaineer terza serie

Nel 2006 la Mountaineer fu oggetto di un nuovo restyling, nell'occasione del quale venne lanciata la terza serie. Il modello venne costruito su un nuovo pianale, l'U2 della Ford. Esteriormente cambiò poco, anche se questa nuova generazione si distingueva dalla precedente dalle luci posteriori, dalle ruote e dagli specchietti retrovisori. Per colmare la lacuna tra la quarta serie della Ford Explorer e la Lincoln Aviator (da poco uscita produzione), il Mountaineer fu dotato di interni migliori che ora comprendevano, ad esempio, il navigatore satellitare con riconoscimento vocale. Questa serie di Mountaineer aveva in dotazione i motori della generazione precedente, vale a dire un V6 da 4 L ed un V8 da 4,6 L. Il cambio poteva essere automatico a cinque oppure a sei rapporti.
Nel 2008 vennero aggiunti all'equipaggiamento gli airbag laterali. Nel 2009 diventò invece di serie il controllo dell'ondeggiamento del rimorchio, mentre il navigatore satellitare era in grado di informare il conducente anche sul traffico e sul prezzo del carburante del più vicino distributore.
Questa è stata l'ultima serie di Mountaineer. La produzione è terminata il 1º ottobre 2010 in seguito alla decisione della Ford di sopprimere il marchio Mercury. 

## Riconoscimenti
- Il modello vinse il premio best buy  del Consumers Digest nel 2006 e 2007.

## Le vendite
| Anno   | Esemplari venduti negli Stati Uniti |
| ------ | ----------------------------------- |
| 1996   | 26.700                              |
| 1997   | 45.363                              |
| 1998   | 47.595                              |
| 1999   | 49.281                              |
| 2000   | 46.547                              |
| 2001   | 45.574                              |
| 2002   | 48.144                              |
| 2003   | 49.692                              |
| 2004   | 43.916                              |
| 2005   | 32.491                              |
| 2006   | 29.567                              |
| 2007   | 23.850                              |
| 2008   | 10.596                              |
| 2009   | 5.169                               |
| 2010   | 5.791                               |
| Totale | 510.276                             |